# مغامیر
مغامیر یکی از روستاهای استان آذربایجان شرقی است که در دهستان آلمالو بخش مرکزی شهرستان هشترود واقع شده‌است این روستا بسیار زیبا و چشم‌نواز است.۲۳۰ نفر جمعیت دارد.